# Bealville
Bealville – obszar niemunicypalny w Kern County, w Kalifornii (Stany Zjednoczone), na wysokości 552 m. Znajduje się 2 km na południe od Caliente.